# دوريس كوك
دوريس كوك (بالإنجليزية: Doris Cook)‏ هي لاعب كرة قاعدة أمريكية، ولدت في 23 يونيو 1931 في مسكيغون في الولايات المتحدة.